# 克瓦特河
47°31′28″N 6°59′55″E / 47.524506°N 6.998632°E

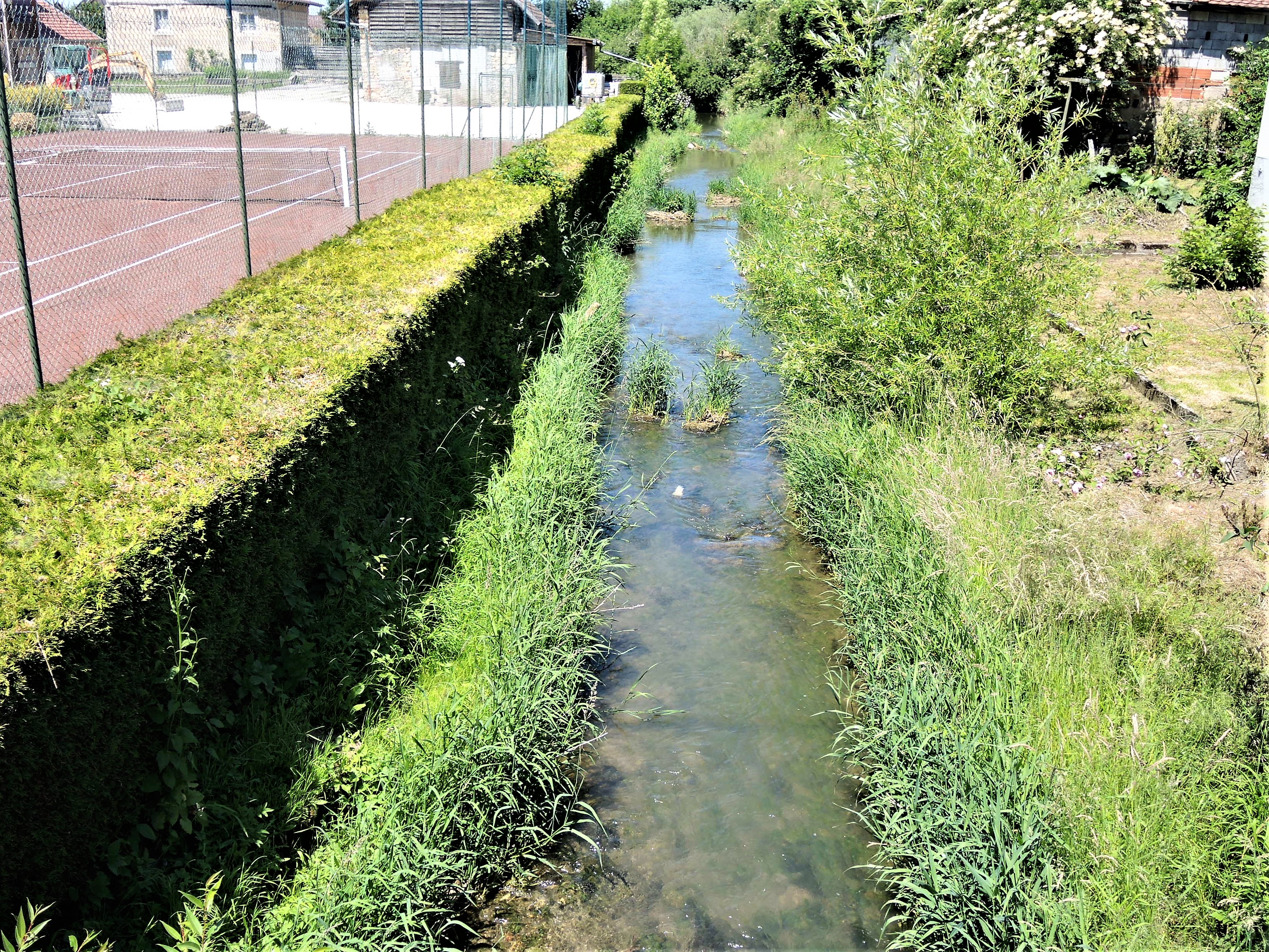

克瓦特河（法語：Coeuvatte）是西歐的河流，流經法國和瑞士，屬於阿莱讷河的右支流，河道全長16公里，發源自波朗特呂東北面，河口處在容什雷。